# Bruno Comby
Bruno Comby (* 1960 Rochefort-sur-Mer, department Charente-Maritime Francie) je francouzský environmentalista, fyzik a spisovatel, propagátor zdravého životního stylu, entomofagie a jaderné energetiky.

## Život
Bruno Comby se narodil v Rochefort Rochefort-sur-Mer ve Francii (blízko Bordeaux). Dětství prožil (díky otci geologovi, se kterým cestoval) v řadě zemí Afriky, v USA a v Kanadě. Vystudoval prestižní nejdřív École polytechnique (ukončil 1980) následovanou École nationale supérieure de techniques avancées (ENSTA, Univerzita pokročilých technických věd), na které v roce 1985 získal titul z jaderné fyziky. V letech 1983–1987 byl zaměstnán u Électricité de France (EDF). Procestoval řadu zemí a v řadě z nich i žil, podle svých slov ovládá angličtinu stejně jako francouzštinu.
V roce 2006 Comby navštívil i Česko (festival Ekofilm).

## Dílo
Od roku 1985 vydal 10 publikací propagujících zdravý životní styl a jadernou energetiku, které vyšly v řadě jazyků ve víc než milionu exemplářů. Comby je předním propagátorem entomofagie (pojídání hmyzu), věnuje se však rovněž propagaci zdravého spánku a siesty, optimismu, boji proti kouření a stresu, posílení imunity či přípravě a konzumaci syrových jídel. V roce 1993 založil 1993 z iniciativy Dr. Christian Caussého Institut Bruno Comby (IBR, Institut Bruna Combyho), který má podporovat aktivity i výzkum v této oblasti.
V roce 1996 založil neziskové ekologické hnutí Environmentalisté pro jadernou energii, propagované stejnojmennou knihou, jejíž uveřejnění v tomtéž roce vzbudilo ve Francii velkou pozornost. Hnutí od té doby získalo přes 8000 členů a přidali se k němu mj. vědec a environmentalista James Lovelock a zakladatel Greenpeace Patrick Moore.
V češtině Combovi vyšly tři knihy a to Chvála Siesty, Stres pod kontrolou a Environmentalisté pro jadernou energii.